# Valkó Iván Péter
Valkó Iván Péter (Budapest, Terézváros, 1912. július 25. – Budapest, 1987. november 13.) magyar fizikus, villamosmérnök, a műszaki tudományok doktora, tanszékvezető egyetemi tanár, MTA-tag. Valkó Imre kémikus és Valkó István Pál gépészmérnök öccse.

## Élete
Valkó (Weinfeld) Henrik (1866–1936) magánhivatalnok és Szőllősi Anna (1880–1939) gyermekeként született. A fővárosban érettségizett, majd Bécsben, Münchenben és Stuttgartban folytatta egyetemi tanulmányait. 1935-ben a Stuttgarti Műszaki Főiskolán mérnöki oklevelet szerzett. Pályáját 1936-ban az Egyesült Izzólámpa és Villamossági Rt. kutatólaboratóriumában kezdte. 1939-ben kikeresztelkedett az evangélikus vallásra. A második világháború után kezdeményezte a Mérnök Szakszervezetben egy Mérnökképző Munkásfőiskola megalakítását. 1963-ban a műszaki tudományok doktora lett.
BME tanszékvezető egyetemi tanár, a Híradástechnikai Tudományos Egyesület (HTE) alapító és elnökségi tagja volt. 
Egyik megalapítója volt az Egyesület tudományos folyóiratának, a Magyar Híradástechnikának. Jelentős tevékenységet fejtett ki a Félvezető Szakosztályban, úttörője volt az integrált áramkörökkel foglalkozó hazai kutatásnak. 
Mint a Budapesti Műszaki Egyetem Elektroncsövek és Félvezetők Tanszékének vezetője széles körű oktató tevékenységet folytatott.

## Díjai, elismerései
- Munka Érdemrend bronz fokozata (1948)
- HTE Puskás Tivadar díj (1967)
- MTESZ-díj (1973)
- Munka Érdemrend ezüst fokozata (1974)
- A Drezdai Műszaki Egyetem díszdoktora (1978)
- Barkhausen-díj (1981)
- Munka Érdemrend arany fokozata (1987)

## Irodalmi működése
- Holló Jenő, Magó Kálmán, Valkó Iván Péter: Tungsram rádió tanácsadó (Egyesült Izzólámpa és Villamossági Rt., 1944)
- Valkó Iván Péter: Telefon és távíró (Budapest, 1951)
- Valkó Iván Péter: Rezgések és hullámok (Budapest, 1951)
- Valkó Iván Péter: Érzékszerveink és a technika (Művelt Nép Könyvkiadó, 1954)
- Valkó I. Péter, Házman István, Hidas György: Bevezetés a tranzisztorok alkalmazásába (Műszaki Könyvkiadó, 1961)
- Valkó Iván Péter: Az elektroakusztika alapjai (Akadémiai Kiadó, 1963)
- Valkó Iván Péter: Elektroncsövek és félvezetők (Tankönyvkiadó, 1968)
- Valkó Iván Péter: A számítástechnika története. Tények Könyve ’88, (Móra Ferenc Ifjúsági Könyvkiadó, 1987)
- Valkó Iván Péter: A mikroelektronika forradalma Tények Könyve ’88, (Móra Ferenc Ifjúsági Könyvkiadó, 1987)

## Egyetemi jegyzetek
- Dr. Valkó Iván Péter: Elektroncsövek és félvezetők 1. Tankönyvkiadó, 1961.